# Lecane abanica
Lecane abanica är en hjuldjursart som beskrevs av Segers 1994. Lecane abanica ingår i släktet Lecane och familjen Lecanidae. Inga underarter finns listade i Catalogue of Life.